# Guyuan (Zhangjiakou)

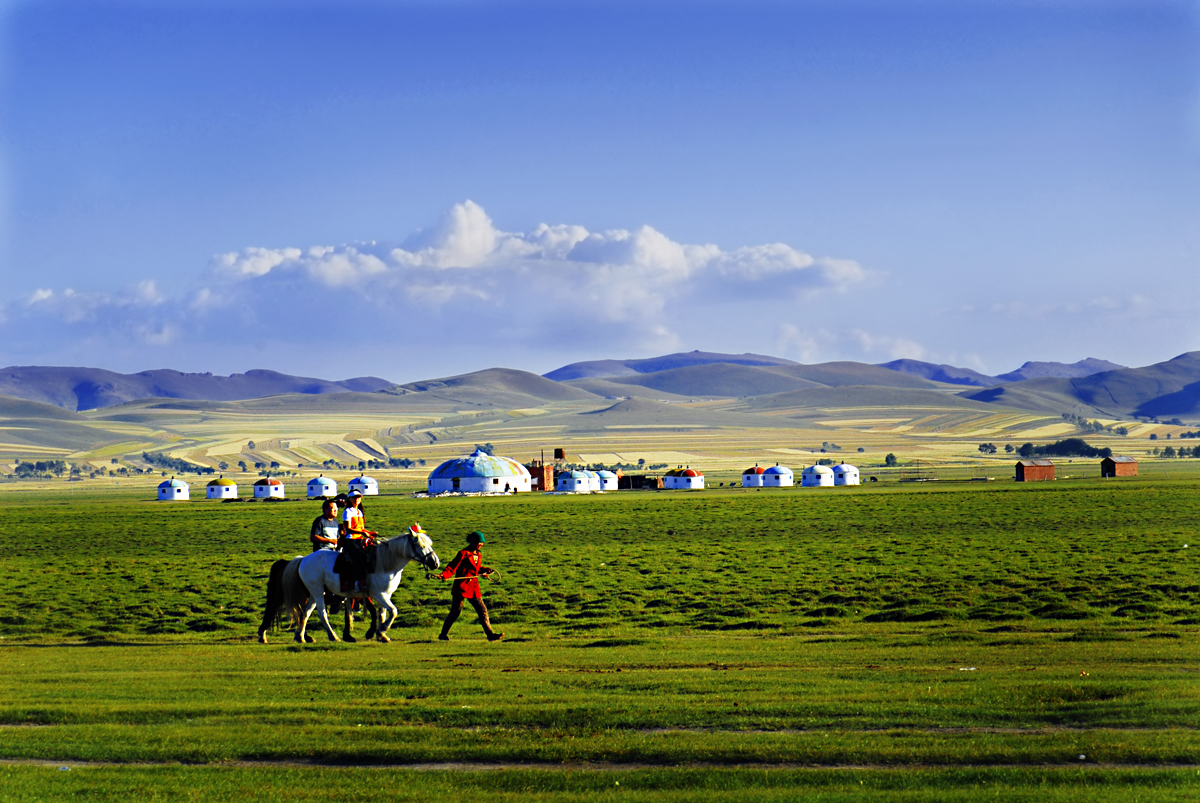
Freizeit- und Erholungsgebiet in Guyuan

Guyuan (chinesisch 沽源县, Pinyin Gūyuán Xiàn) ist ein Kreis der bezirksfreien Stadt Zhangjiakou in der chinesischen Provinz Hebei. Er hat eine Fläche von 3.585 Quadratkilometern und zählt 174.619 Einwohner (Stand: Zensus 2010). Sein Hauptort ist die Großgemeinde Pingdingbu (平定堡镇).
Das Grab in Shuzhuanglou aus der Zeit der Mongolen-Dynastie (Shuzhuanglou Yuan mu 梳妆楼元墓), die Jiuliancheng-Stätte (Jiuliancheng yizhi 九连城城址) aus der Zeit der Jurchen- bis Mongolen-Dynastie und die Xiaohongcheng-Stätte (Xiaohongcheng yizhi 小宏城遗址) stehen auf der Liste der Denkmäler der Volksrepublik China.